# 井島義雄

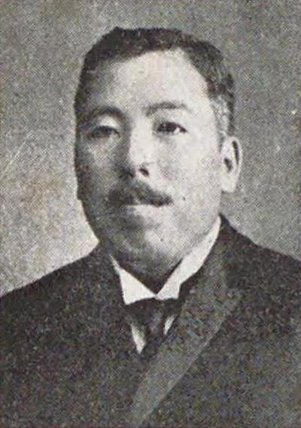
井島義雄

井島 義雄（いじま よしお、1875年（明治8年）3月10日 - 1920年（大正9年）6月27日）は、日本の衆議院議員（立憲政友会）。弁護士。

## 経歴
熊本県熊本市出身。1903年（明治36年）、東京帝国大学法科大学英法科を卒業した。弁護士を開業し、熊本市会議員、熊本県会議員に選出された。
1917年（大正6年）、第13回衆議院議員総選挙に出馬し、当選を果たした。
その他に肥後酒精株式会社監査役を務めた。